# 切斯奈基·久洛
切斯奈基·久洛（1914年6月28日—1970年），匈牙利贵族、诗人、骑兵军官，曾担任克罗地亚国王托米斯拉夫二世的侍從官。他主張反法西斯主義，反對纳粹主义以及反犹太主义，並且參與拯救欧洲犹太人。蘇聯占领匈牙利後，切斯奈基·久洛被指控是工人阶级的敌人。最終他与托米斯拉夫二世一同前往阿根廷，最終於巴西去世。 